# Luparense Football Club
La  Luparense Football Club, nota semplicemente come Luparense, è una società calcistica italiana di San Martino di Lupari in provincia di Padova. Il sodalizio attuale è nato il 21 giugno 2015, con la creazione della società polisportiva Luparense Football Club, che, oltre alla sezione calcio, comprendeva anche una sezione calcio a 5.
La squadra milita in Serie D e fu fondata in origine nel 1933. 
La formazione sanmartinara è una delle sei squadre della provincia di Padova (insieme a Padova, Petrarca, Cittadella, Monselice, Montagnana) ad aver partecipato a campionati professionistici.
Nel suo palmarès può vantare la partecipazione a 2 campionati di Serie C e 10 campionati di Serie D.

## Storia
Fondata nel 1933 e rifondata nel 1952, alla fine del campionato di Eccellenza 1999-2000 acquisisce il titolo sportivo del Bessica vincitrice del girone garantendosi l'accesso in Serie D (era giunta al 7º posto).
Nella stagione 2015-2016 gioca come squadra B della Luparense San Paolo nel campionato di Prima Categoria Veneto. Al termine della stagione retrocede in Seconda Categoria.
Nell'estate del 2016, dopo essere tornata la prima squadra calcistica di San Martino di Lupari, la società viene reintegrata in Prima Categoria. Il 26 marzo 2017, dopo sette stagione in Prima categoria, ottiene la matematica promozione al campionato di Promozione. Successivamente, dopo aver ottenuto la promozione in Eccellenza, al termine della stagione 2018-2019, torna a disputare un campionato nazionale (Serie D), dopo 17 anni dall'ultima partecipazione.

## Palmarès

### Competizioni regionali
- Eccellenza: 2

1993-1994 (girone B), 2018-2019 (girone B)
- Promozione: 2

1948-1949 (girone E), 2017-2018 (girone C)
- Prima Categoria: 2

1973-1974 (girone B), 2016-2017 (girone F)
- Seconda Categoria: 1

1971-1972 (girone M)

## Statistiche e record

### Partecipazione ai campionati
| Livello | Categoria                 | Partecipazioni | Debutto   | Ultima stagione | Totale |
| ------- | ------------------------- | -------------- | --------- | --------------- | ------ |
| 3º      | Serie C                   | 2              | 1947-1948 | 1949-1950       | 2      |
| 4º      | Serie D                   | 7              | 2019-2020 | 2025-2026       | 10     |
| 4º      | Promozione Interregionale | 3              | 1948-1949 | 1951-1952       | 10     |
| 5º      | CND                       | 4              | 1994-1995 | 1997-1998       | 6      |
| 5º      | Serie D                   | 2              | 2000-2001 | 2001-2002       | 6      |

## Altre sezioni sportive

### Calcio

#### Luparense San Paolo
Dopo che, il 22 giugno 2015, l'"Atletico San Paolo Padova S.S.D.a.R.L." ha cambiato la denominazione in Luparense San Paolo Football Club con il trasferimento del titolo sportivo a San Martino di Lupari, la Luparense San Paolo diventa la prima squadra calcistica cittadina, in Serie D. Nel giugno del 2016 il patron Stefano Zarattini, cede il pacchetto di maggioranza della Luparense San Paolo, cedendo il titolo sportivo del San Paolo alla Vigontina.

### Calcio a 5
Divenuta parte della polisportiva Luparense Football Club nel 2015, nel 2018, il presidente Zarattini, lascia ogni impegno con la società, facendola fuoriuscire dalla polisportiva.